# Bianca Belair
Bianca Nicole Blair, meglio conosciuta con il ring name Bianca Belair (Knoxville, 9 aprile 1989), è una wrestler statunitense sotto contratto con la WWE.
In carriera ha detenuto due volte il Women's Championship, una volta lo SmackDown Women's Championship, due volte il Women's Tag Team Championship insieme a Jade Cargill ed ha vinto l'edizione 2021 della Royal Rumble femminile.

## Carriera

### WWE (2016–presente)

#### NXT(2016–2020)

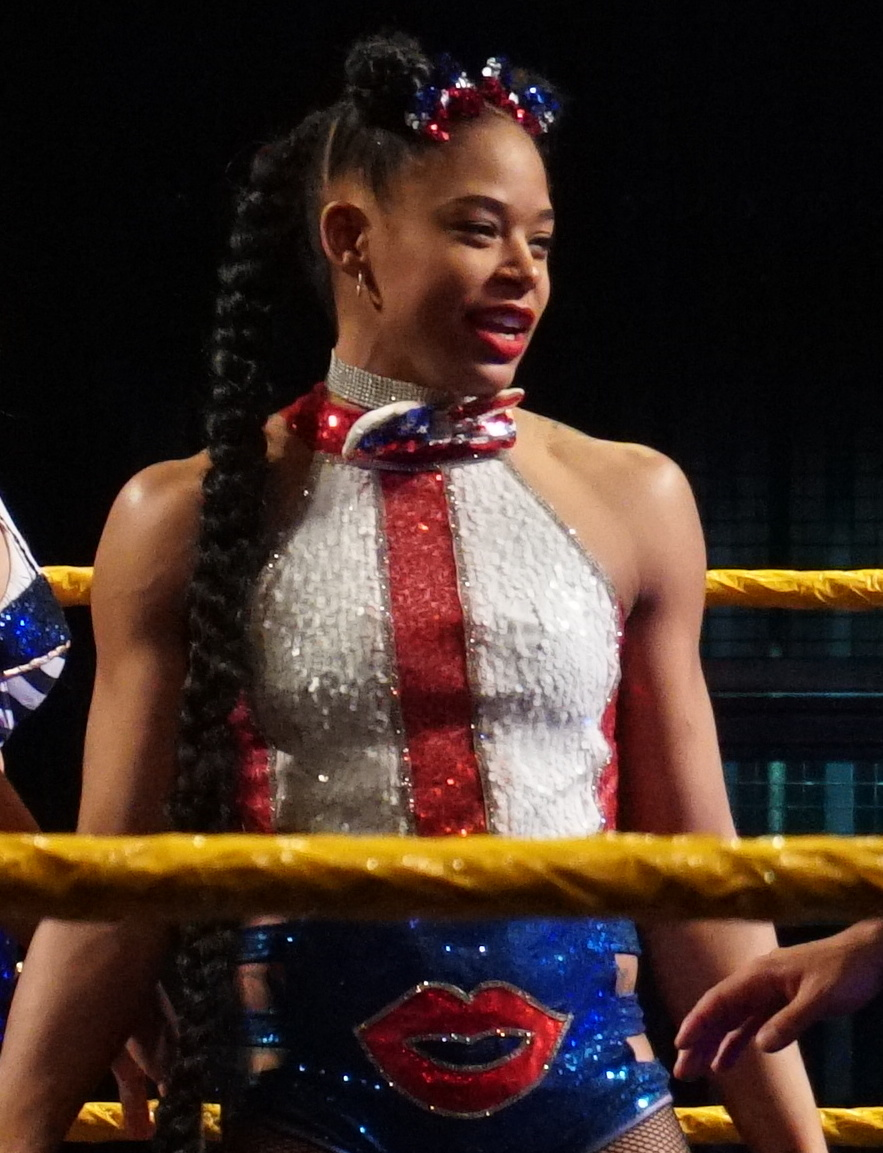
Bianca Belair nel 2018

Il 12 aprile 2016 viene annunciata la sua firma con la WWE, venendo mandata al WWE Performance Center. Il 25 giugno fece la sua prima apparizione durante un house show di NXT. Nella puntata di NXT del 3 maggio 2017, ha fatto il suo debutto televisivo come personaggio heel in una Battle Royal per determinare la sfidante all'NXT Women's Championship di Asuka, ma è stata eliminata da Billie Kay e Peyton Royce. Il 7 settembre partecipa al Mae Young Classic venendo tuttavia eliminata al primo round da Kairi Sane. Nella puntata di NXT del 25 ottobre, ha preso parte ad una Battle royal match per decretare la quarta sfidante che si contenderà l'NXT Women's Championship, reso vacante da Asuka, a NXT Takeover: War Games in un Fatal four-way match, ma è stata eliminata da Nikki Cross. Nella puntata del 2 novembre ottiene la prima vittoria contro Nikki Cross e nei mesi successivi ottiene cinque vittorie, rispettivamente contro Billie Kay, Nikki Cross, Peyton Royce, una sparring partner e Aliyah.
L'8 aprile, nel kickoff di WrestleMania 34, partecipa alla prima edizione della WrestleMania Women's Battle Royal, ma viene eliminata da Becky Lynch, in questo incontro riporta anche un infortunio alla spalla. Nella puntata di NXT del 29 agosto, fa il suo ritorno presentandosi dal General Manager William Regal chiedendo di avere la sua chance per mostrare il suo talento e cerca di mettere a tacere Nikki Cross, prima di lasciare la scena. Nella puntata successiva batte Nikki Cross, mentre in quella del 12 settembre viene sconfitta da Shayna Baszler. Il 25 settembre sconfigge Lacey Evans e la puntata successiva Io Shirai.
Nella puntata di NXT del 26 dicembre, partecipa ad un Fatal 4-Way match per determinare la prima sfidante all'NXT Women's Championship detenuto da Shayna Baszler a NXT TakeOver: Phoenix che include anche Lacey Evans, Io Shirai e Mia Yim, vincendo la contesa e guadagnandosi il match titolato. 
Nella puntata di NXT del 16 gennaio, sale sul ring parlando della sua crescita inarrestabile, viene interrotta dall'arrivo della campionessa Shayna Baszler che afferma la sua superiorità e le dà della sopravvalutata. La Belair non è dello stesso avviso e le rifila uno schiaffo, per poi fuggire nel backstage. Il 26 gennaio, a NXT TakeOver: Phoenix, viene sconfitta da Shayna Baszler, non riuscendo a conquistare la cintura. Il 2 febbraio annuncia il suo infortunio alla spalla che la costringerà ad un lungo stop. Nella puntata di NXT del 30 ottobre, fa ritorno durante una rissa generale che coinvolge anche Rhea Ripley, Dakota Kai, Tegan Nox, Candice LeRae, Io Shirai, Shayna Baszler, Jessamyn Duke e Marina Shafir, cessata dagli arbitri e dal General Manager di NXT William Regal, il quale annuncia il primo Women's WarGames match della storia. Nella puntata di SmackDown del 1º novembre, attacca brutalmente nel backstage Carmella e Dana Brooke. Il 23 novembre, all'evento NXT TakeOver: WarGames III, prende parte al Women's WarGames match nel "Team Baszler" (Shayna Baszler, Io Shirai e Kay Lee Ray) contro il "Team Ripley" (Rhea Ripley, Candice LeRae, Tegan Nox e Dakota Kai, la quale sostituisce Mia Yim colpita precedentemente nel backstage). La sua squadra viene sconfitta. Successivamente, la Belair viene annunciata nel "Team NXT" alle Survivor Series per il 5-on-5-on-5 Traditional Survivor Series Women's Elimination match contro i roster di Raw e SmackDown. Il 24 novembre, alle Survivor Serier, il "Team NXT" (Rhea Ripley, Candice LeRae, Io Shirai, e Toni Storm) è opposto al "Team Raw" (Charlotte Flair, Asuka, Kairi Sane, Natalya e Sarah Logan) e al "Team SmackDown" (Sasha Banks, Carmella, Dana Brooke, Lacey Evans e Nikki Cross) in un 5-on-5-on-5 Traditional Survivor Series Women's Elimination match, dove viene eliminata da Banks e Natalya dopo un attacco combinato; alla fine, il Team NXT conquista la contesa.
Nella puntata di NXT del 15 gennaio, prende parte ad una Women's Battle Royal match per decretare la prima sfidante all'NXT Women's Championship detenuto da Rhea Ripley in quel di NXT TakeOver: Portland, eliminando per ultima Io Shirai e guadagnandosi tale opportunità. Il 26 gennaio a Royal Rumble, ha preso parte alla terza edizione del Women's Royal Rumble match entrando col numero 2; riesce ad eliminare otto atlete (record assoluto in una Rumble femminile, eguagliato poi da Shayna Baszler durante la stessa sera) quali Molly Holly, Nikki Cross, Mandy Rose, Sonya Deville, Candice LeRae, Tamina, Dana Brooke e Alexa Bliss, ma dopo 33:20 minuti viene eliminata da Charlotte Flair. Il 16 febbraio, a NXT TakeOver: Portland, sfida la campionessa Rhea Ripley per l'NXT Women's Championship, ma viene sconfitta. Nella puntata di NXT del 19 febbraio, sale sul ring durante un match fra Chelsea Green e Kayden Carter, sfidando apertamente Charlotte Flair. Il 26 febbraio, viene sconfitta da Charlotte Flair nel main event della serata; dopo il match, viene attaccata brutalmente da Flair anche con una sedia, prima di essere allontanata dalla campionessa NXT Women's Rhea Ripley.

#### Varie faide (2020–2021)
A WrestleMania 36, Belair effettua un turn face salvando gli Street Profits da Zelina Vega, Angel Garza e Austin Theory. La sera successiva a Raw, Belair si stabilisce come membro del roster rosso andando in aiuto degli Street Profits contro Vega, Garza e Theory in un six person tag match, che viene vinto da Belair e Street Profits, durante questo match riporta nuovamente uno strappo alla spalla e ad un nuovo stop. Il 14 agosto fa ritorno a SmackDown e partecipa a una battle royal per determinare la sfidante di Bayley in cui elimina Tamina prima di essere eliminata da Tegan Nox. Resta successivamente ferma per un nuovo strappo alla spalla.
Per effetto del draft in ottobre, passa da Raw a SmackDown. Nella puntata del 30 ottobre di SmackDown, sconfigge Billie Kay e Natalya in un triple threat match di qualificazione alle Survivor Series.
Il 31 gennaio all'evento Royal Rumble, vince la versione al femminile del Royal Rumble match, entrando con il numero 3 ed eliminando per ultima Rhea Ripley
Il 26 febbraio a SmackDown, Belair sfida ufficialmente la campionessa SmackDown Women Sasha Banks a un title match da disputarsi a WrestleMania 37. Il 15 febbraio, a Elimination Chamber, Belair e Sasha Banks hanno affrontato Nia Jax e Shayna Baszler per il Women's Tag Team Championship ma sono state sconfitte. Il 21 marzo, a Fastlane, Belair e Sasha hanno affrontato nuovamente senza successo la Jax e la Baszler per il Women's Tag Team Championship; nel post match, Sasha ha schiaffeggiato la Belair, delusa e irritata per la sconfitta.

#### Regni titolati (2021–presente)
Il 10 aprile, nella prima serata di WrestleMania 37 la Belair sconfisse Sasha Banks conquistando per la prima volta lo SmackDown Women's Championship. In seguito, la Belair mantenne in due occasioni la cintura dapprima contro Bayley (a WrestleMania Backlash e ad Hell in a Cell) e poi contro Carmella a SmackDown. Il 21 agosto, a SummerSlam, la Belair avrebbe dovuto affrontare Banks nella rivincita per il titolo femminile di SmackDown ma, invece, affrontò la rientrante Becky Lynch, perdendo la cintura dopo 133 giorni di regno. Nella successiva rivincita di Extreme Rules, il match terminò in no-contest a causa dell'intervento di Sasha Banks. 
Il 1º ottobre, per effetto del Draft, passò al roster di Raw.
Nei primi mesi del 2022, la rivalità con Becky Lynch tornò a farsi sentire e a WrestleMania 38 riuscì a batterla, vincendo il Raw Women's Championship.

#### Alleanza con Jade Cargill (2024-presente)
Prese parte alla Royal Rumble entrando con il numero dieci per poi essere eliminata dalla vincitrice Bayley. Inseguito prese parte al Elimination Chamber dove venne eliminata da Liv Morgan.
Nella puntata di SmackDown del 29 marzo, Bianca Belair e Naomi vengono salvate dalla debuttante Jade Cargill da una aggressione delle Damage CTRL. A WrestleMania XL, Belair, Naomi e Cargill hanno sconfitto le Damage CTRL in un six-woman tag team match. A Backlash France, Cargill e Belair hanno sconfitto le Kabuki Warriors, ovvero Asuka e Kairi Sane, vincendo il WWE Women's Tag Team Championship. Con questa vittoria, Belair è diventata la nona WWE Women's Triple Crown Champion.
Nelle puntate di maggio prese parte al torneo Queen of the Ring. Sconfisse ai ottavi Candice LeRae e ai quarti Tiffany Stratton, ma in semifinale perse contro Nia Jax. Nel PLE, King & Queen of the Ring, Cargill e Belair hanno difeso con successo le cinture contro Candice LeRae e Indi Hartwell. Nel evento Clash at the Castle: Scotland è stato organizzato un triple threat match tra Cargill e Belair, Unholy Union e  Shayna Baszler e Zoey Stark. Le campionesse sono uscite dalla scozia senza le cinture, pur non venendo schienate dalle nuove campionesse Alba Fyre e Isla Dawn. A Bash in Berlin, Cargill e Belair riescono a riconquistare il WWE Women's Tag Team Championship contro l'Unholy Union. In seguito le campionesse difesero le cinture, prima contro le Meta-Four a SmackDown e poi contro le Damage CTRL a Raw. A Crown Jewel le due atlete difesero i titoli in un fatal four-way tag team match contro le Chelsea Green e Piper Niven, Iyo Sky e Kairi Sane e Jakara Jackson e Lash Legend.
Nella puntata di Raw del 11 novembre le due campionesse hanno difeso le cinture contro Raquel Rodriguez e Liv Morgan.

## Vita privata
Nel giugno del 2017 è stata annunciata la relazione con il collega Montez Ford, con cui si è sposata nel giugno del 2018.

## Personaggio

### Mosse finali
- K-O-D – The Kiss of Death (Sitout burning hammer)
- Spear – 2016–2018

### Soprannomi
- "The EST of WWE"

## Titoli e riconoscimenti
- ESPY Awards
  - Best WWE Moment (2021) - con Sasha Banks per il primo main event tra due afroamericane a WrestleMania 37
- Pro Wrestling Illustrated
  - 1ª tra le 100 migliori wrestler femminili nella PWI Women's 150 (2021)[26]
  - 2ª tra le 100 migliori wrestler femminili nella PWI Women's 150 (2022)[27]
  - 3ª tra le 100 migliori wrestler femminili nella PWI Women's 250 (2023)[28]
  - 1ª tra i 100 migliori team di wrestler nella PWI Tag Team 100 (2024)  – con Jade Cargill[29]
- Sports Illustrated
  - 9ª tra le 30 migliori wrestler femminili dell'anno (2018)
- WWE
  - WWE Women's Championship (2)[30]
  - WWE Women's Tag Team Championship (2) – con Jade Cargill[31]
  - WWE SmackDown Women's Championship (1)
  - Women's Royal Rumble (edizione 2021)
  - Women's Triple Crown Champion